# Serra de Montfred
La Serra de Montfred és una serra situada al municipi d'Aitona a la comarca del Segrià, amb una elevació màxima de 228,4 metres.